# عثمان غالب
عثمان غالب بن محمد حسن الخربوطلي، المعروف باسم عثمان غالب (باشا) (1845-1920) كان طبيباً وعالم نبات مصرياً. ولد بالجيزة سنة 1845 وتخرج في مدرسة طب قصر العيني بالقاهرة سنة 1871 ثم أرسل في بعثة إلى فرنسا بين عامي 1871 و1879، وبعد عودته إلى مصر عين سنة 1881 مدرساً للتاريخ الطبيعي بمدرسة الطب، ثم وكيلاً لها ولمستشفى قصر العيني ورئيساً لحديقة النباتات الملحقة بهما.

## أبحاثه ومؤلفاته
لعثمان غالب أبحاث قيمة في علم الديدان نشرت في أوروبا وفي مصر، كما انصرف أيضاً إلى دراسة علم النبات حتى أتقنه، وبرع أيضاً في التصوير.
من أهم مؤلفاته «علم الحيوانات اللافقارية» (1886) وكتاب «مختصر في تركيب أعضاء النبات ووظائفها»، الذي طبع سنة 1887، وبحث مع زميل يسمى «يعقوب أفندي» عن توليد أنواع الدخان والتمباك بمصر، ألفه بطلب من الحكومة المصرية، حيث كانت النية أن يتم إرساله إلى كوبا لهذا الغرض، ولكن ذلك لم يتم بعد خلع الخديوي إسماعيل. كذلك فقد كتب غالب عن دودة ورق القطن عام 1879 ووصف طريقة إبادتها.

## تلامذته
- على باشا إبراهيم

## هجرته إلى سويسرا ثم وفاته
بعد إحالته إلى التقاعد عام 1898 هاجر إلى سويسرا حيث مات في 28 يناير 1920 ودفن ببلدة قرب مدينة مونترو حسب وصيته. سمي باسمه أحد شوارع مصر الجديدة.